# Normangee (Teksas)
Normangee je gradić u američkoj saveznoj državi Teksas. Prema popisu stanovništva iz 2010. u njemu je živjelo 685 stanovnika.